# Baby Be Good
Baby Be Good es un corto de animación estadounidense de 1935, de la serie de Betty Boop. Fue producido por los estudios Fleischer y distribuido por Paramount Pictures. En él aparece Betty Boop.

## Argumento
Betty intenta dormir a un niño, pero este aún no quiere dar por finalizada su jornada, por lo que se resiste a permanecer en la cama. Betty le contará una historia en la que él aparece como un niño muy travieso y Betty es una hada madrina que le advierte de las consecuencias de sus actos. Pero el niño no le hace caso hasta que ocurre lo inevitable. Tras arrepentirse de sus travesuras, el poder de Betty hará que la historia se revierta hacia el principio.

## Producción
Baby Be Good es la trigésima sexta entrega de la serie de Betty Boop y fue estrenada el 18 de enero de 1935.